# Alpirsbach
Alpirsbach è una città tedesca di 6 177 abitanti, situata nel land del Baden-Württemberg.

## Amministrazione

### Gemellaggi
- Neuville-sur-Saône, Francia

## Galleria d'immagini

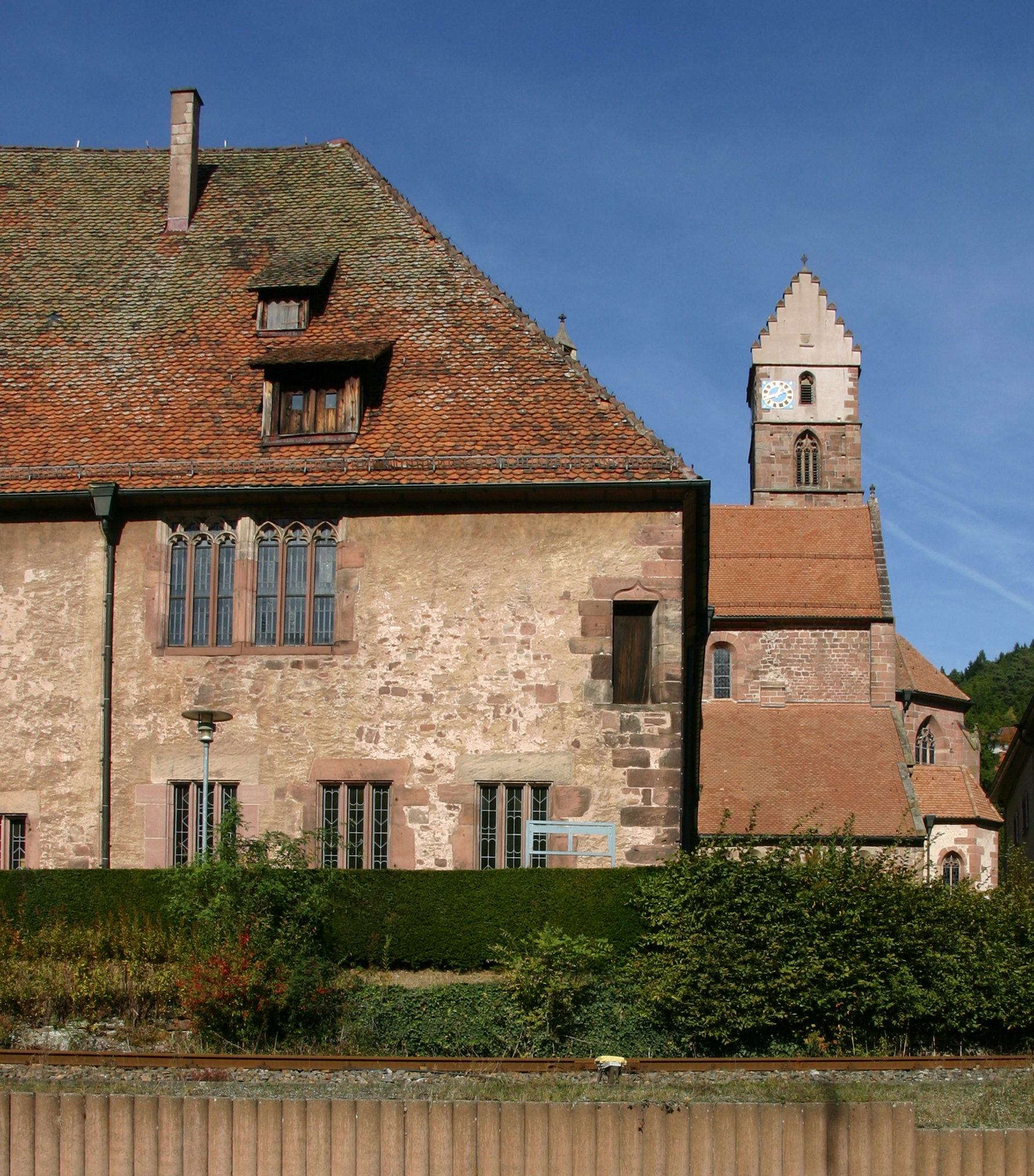
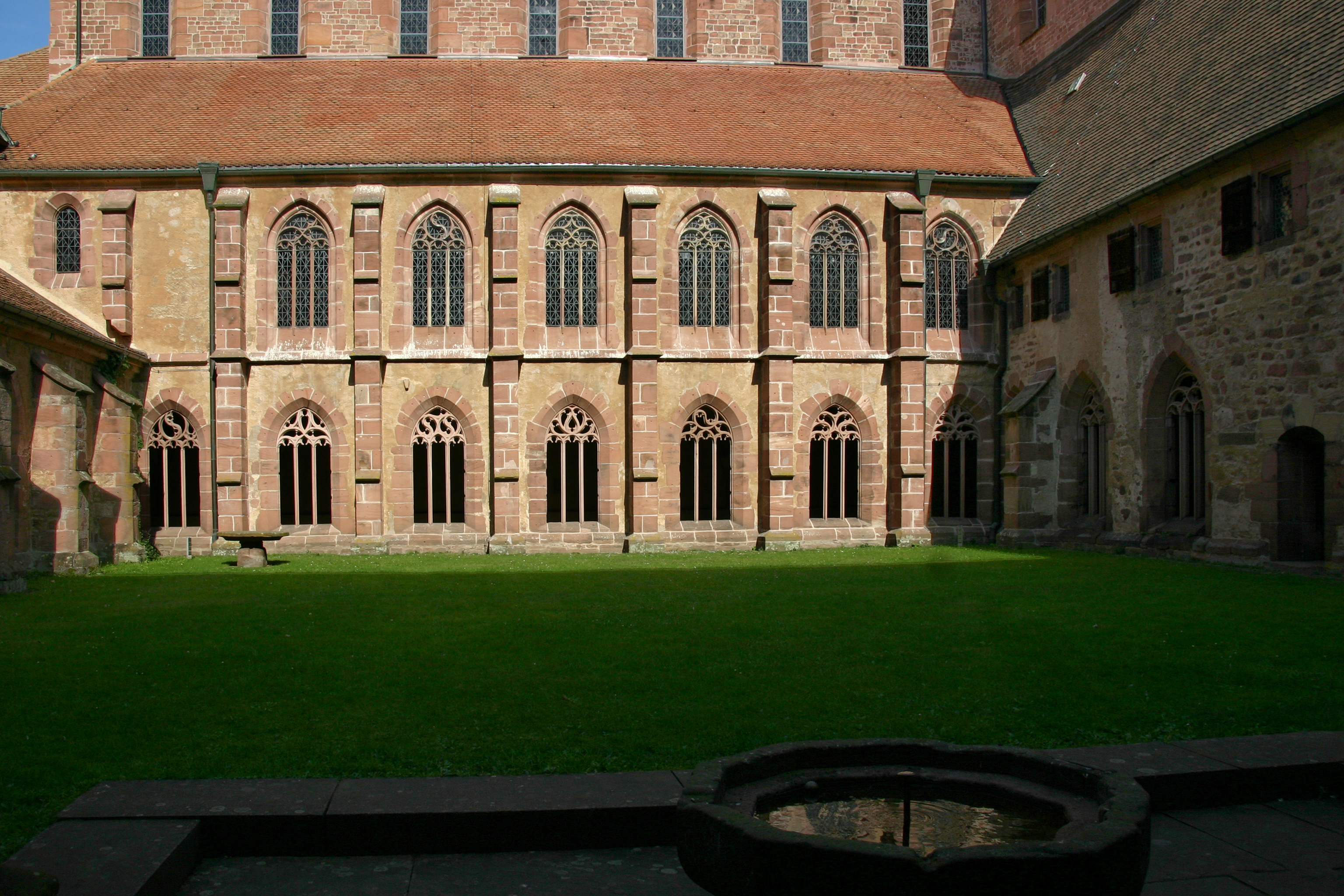
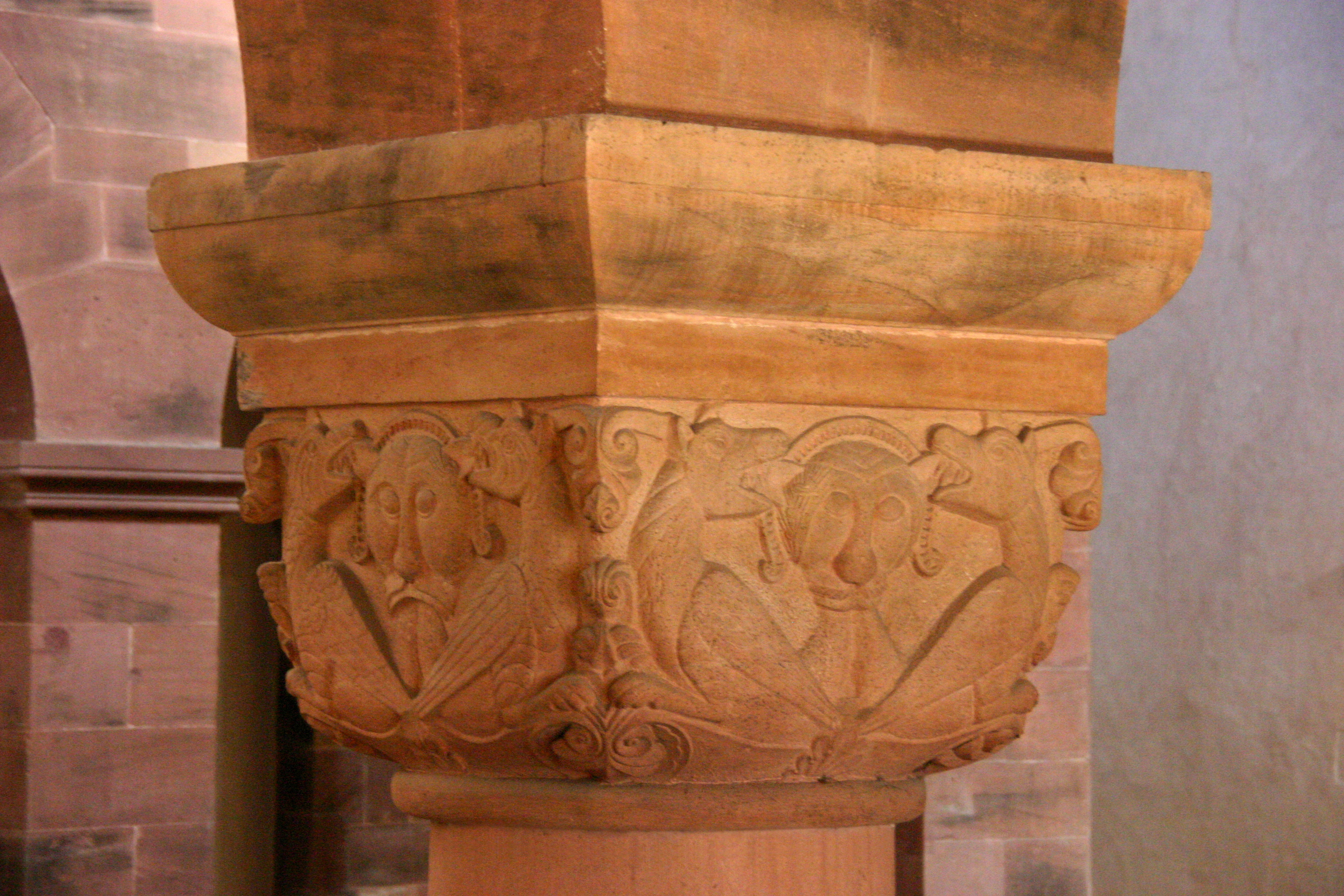
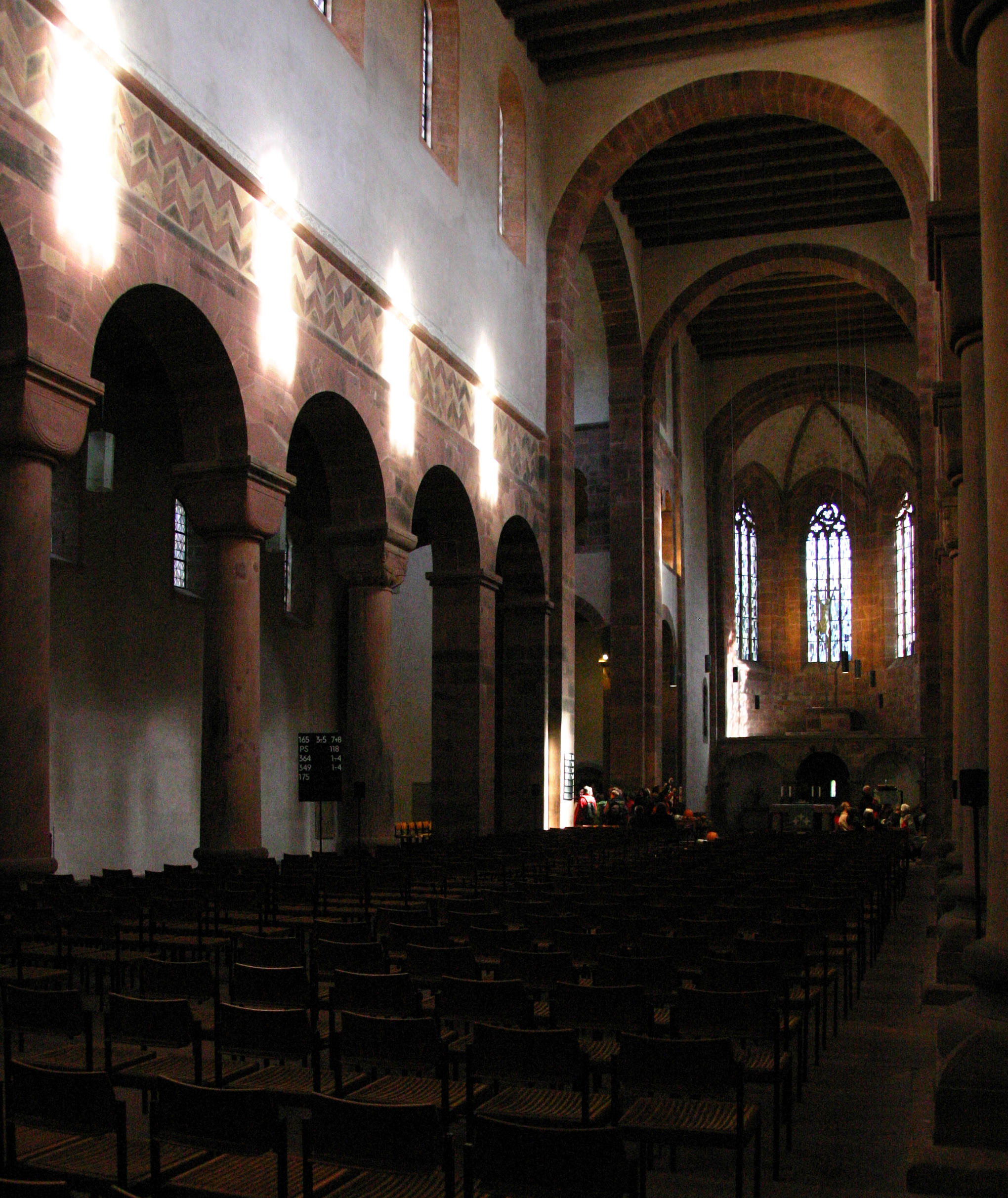
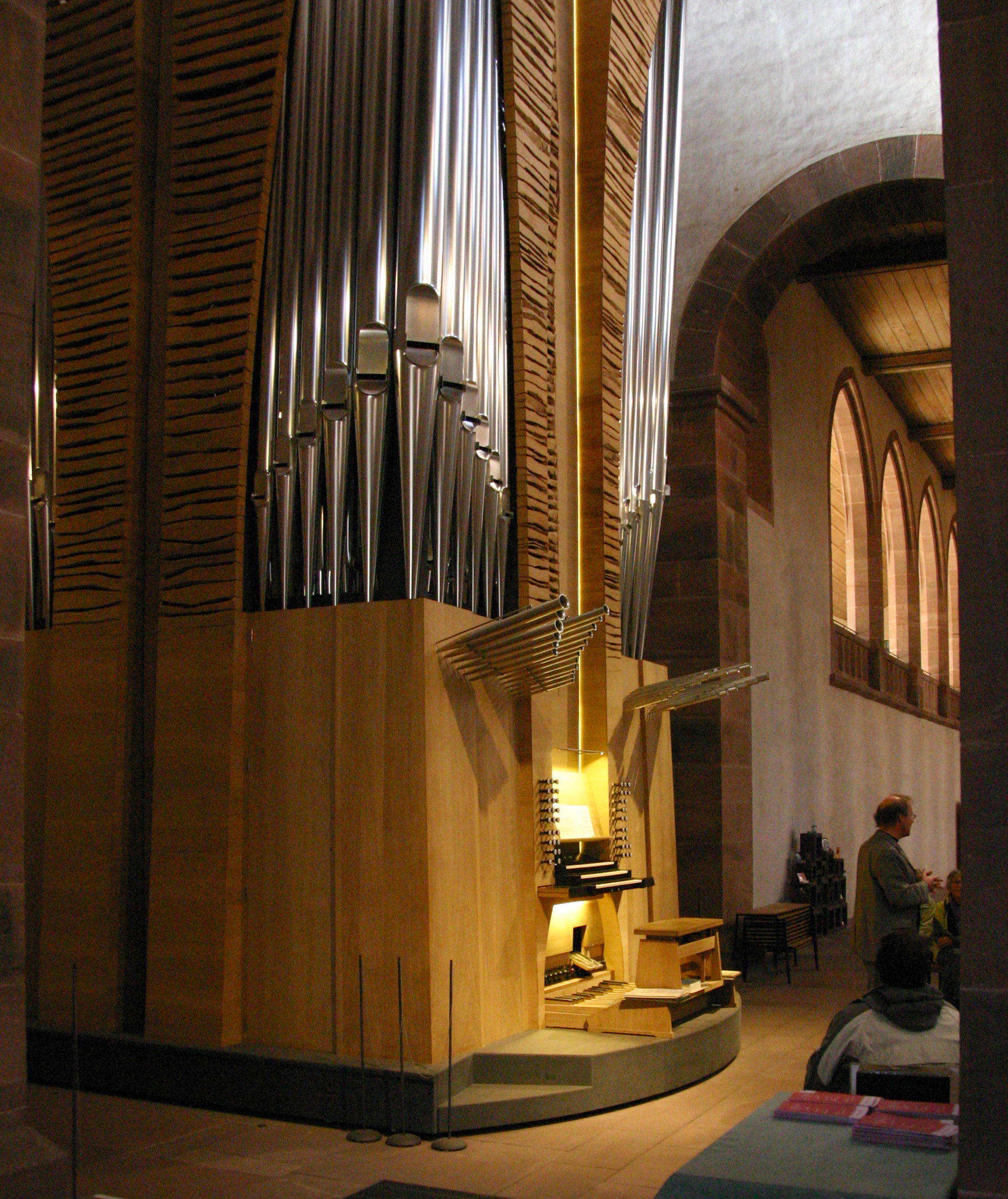
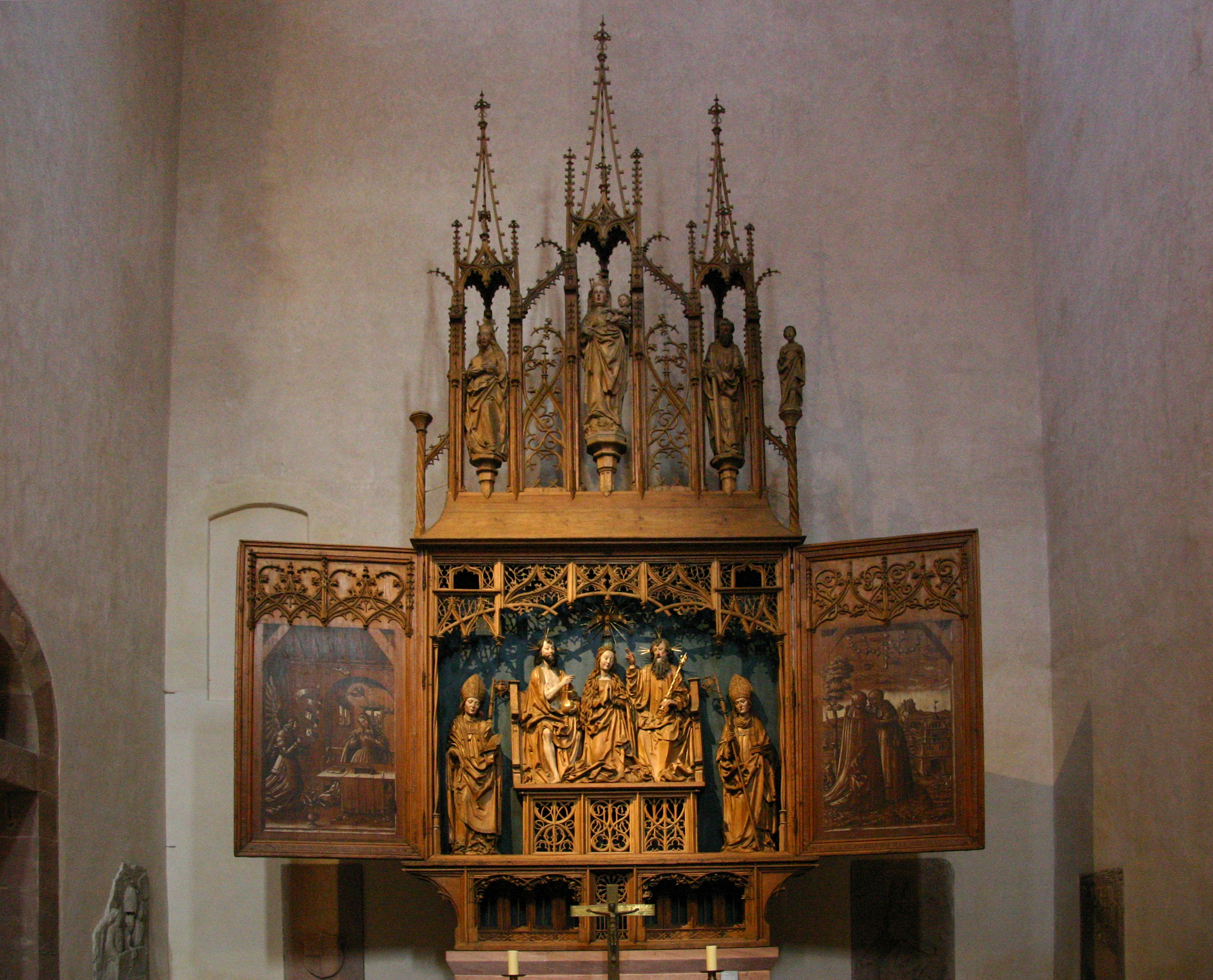
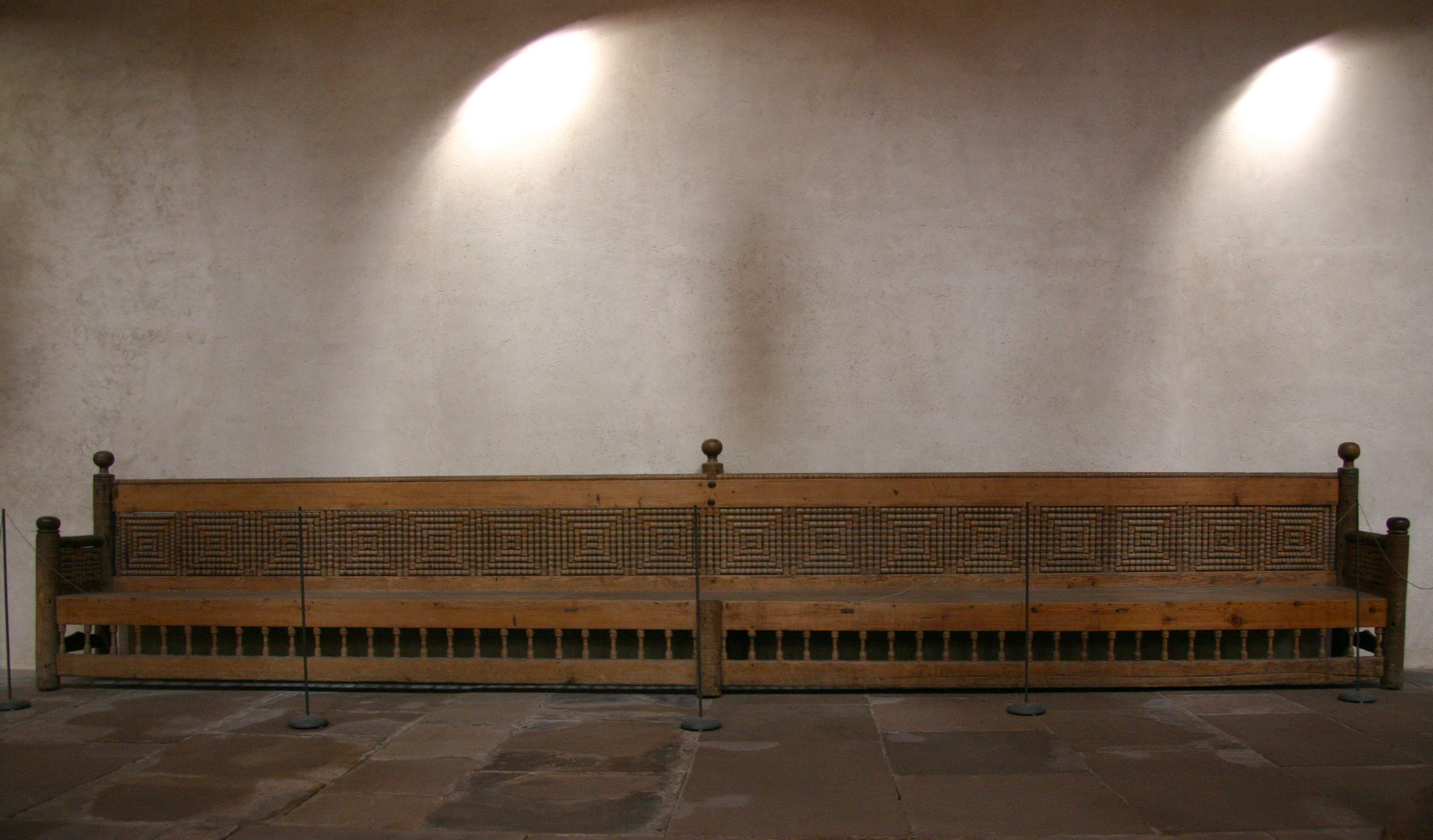
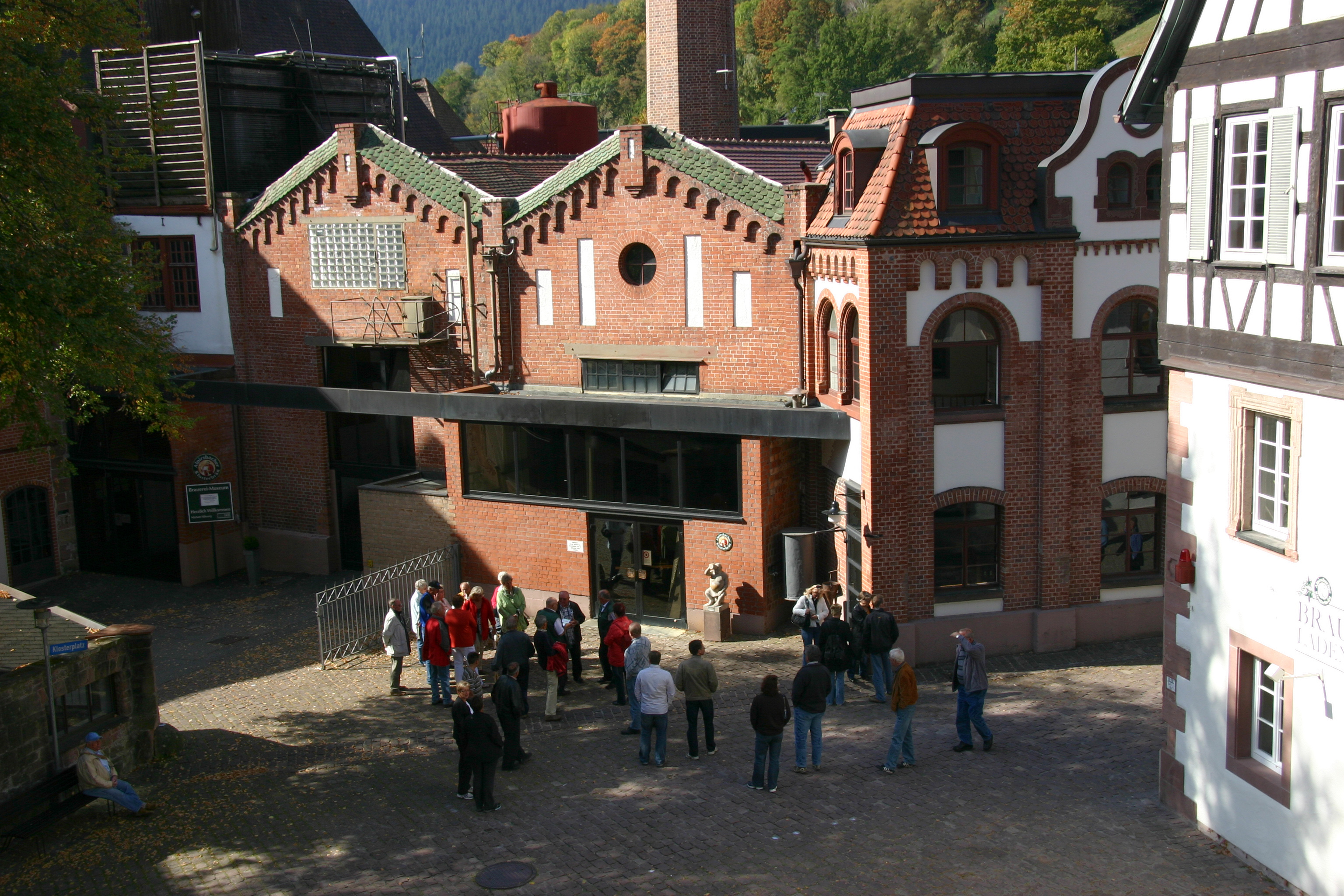